# Milton Cayoja
Milton Cayoja Apaza (Cochabamba, Bolivia; 27 de mayo de 1997) es un pelotari boliviano.
En el año 2011, Cayoja participó en los Juegos de la Alba en Venezuela. En 2014, estuvo Torneo clasificatorio al mundial de México y en 2017, obtuvo el Sexto puesto en el mundial de Francia.
Obtuvo la medalla de oro en los Juegos Suramericanos de 2018 en individual.